# سفارت ایران در استکهلم

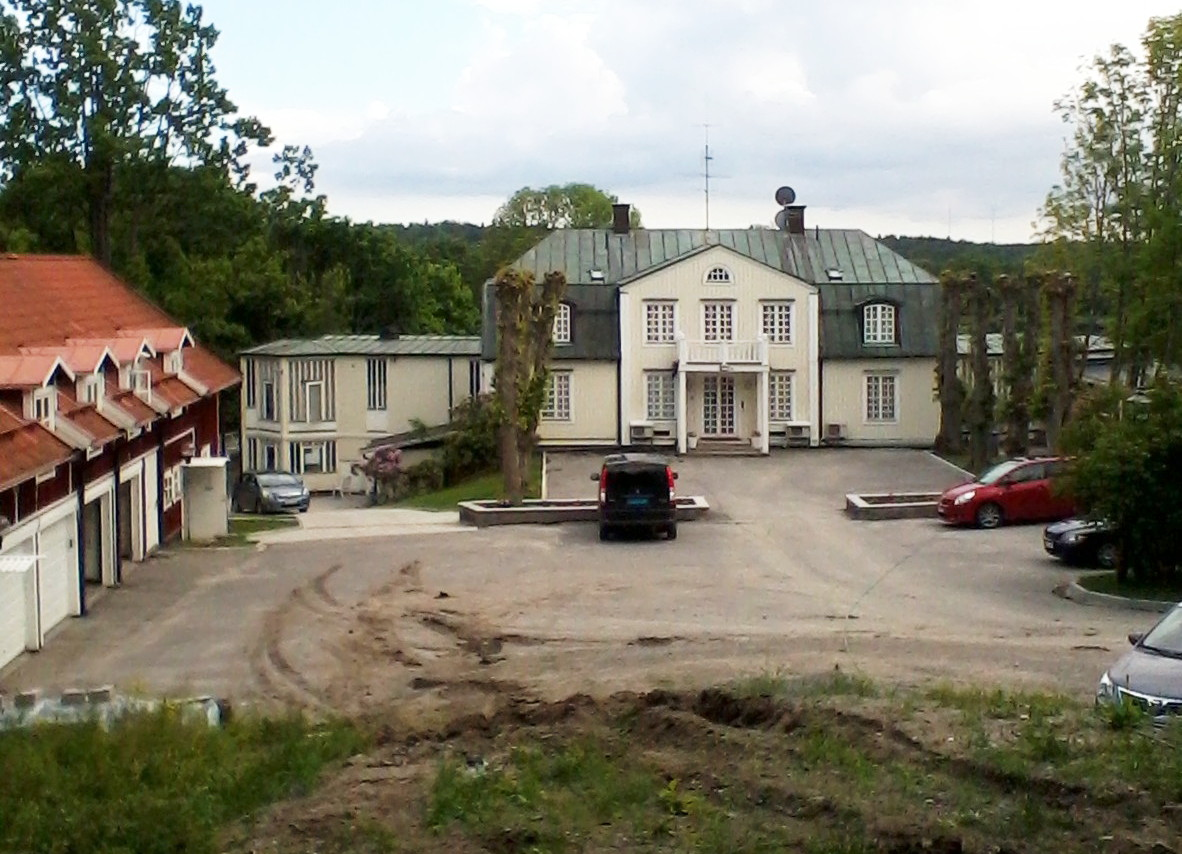
نمایی از ساختمان سفارت ایران در استکهلم - ۲۰۱۲

سفارت ایران در استکهلم نمایندگی دیپلماتیک ایران در سوئد است. این در Elfviksvägen 76، Västra Yttringe gård، در Lidingö واقع شده‌است. تا سال ۱۹۷۱، سفارت در عمارت Villa Gumælius در Diplomatstaden، استکهلم قرار داشت. سفیر فعلی ایران در سوئد احمد معصومی فر است.
روابط رسمی دیپلماتیک بین سوئد و ایران رسما در سال ۱۹۲۹ با امضای معاهده دوستی بین دو کشور برقرار شد.

## تظاهرات در سفارت
در ۲۴ اوت ۱۹۸۱، گروهی متشکل از سی و سه دانشجوی ایرانی تبعیدی در اعتراض به اعدام‌های غیرقانونی و خشونت در ایران به سفارت یورش بردند و آن را اشغال کردند. در اوایل تابستان، در زمان حکومت محمدعلی رجایی، حدود ۷۰۰ اعدام فراقانونی در ایران انجام شده بود. در همان روز، نیروهای پلیس سوئد به ساختمان هجوم بردند تا عبدالرحمن گهاوی، سفیر وقت ایران در سوئد، همسرش و یک خدمتکار گروگان گرفته شده را آزاد کنند. معترضان دستگیر و به زندان کرونوبرگ در استکهلم منتقل شدند، جایی که بیست و نه نفر از آنها بعداً در بازداشت در انتظار محاکمه بازداشت شدند.
در ۲۶ ژوئن ۲۰۰۹، در پی اعتراضات انتخاباتی ایران در سال ۲۰۰۹، حدود ۱۵۰ نفر در مقابل سفارت تجمع کردند تا علیه رژیم ایران تظاهرات کنند. برخی از معترضان موفق شدند وارد ساختمان سفارت شوند و در آنجا با پرسنل سفارت درگیر شدند. به گفته پلیس، در این درگیری یکی از کارکنان سفارت مجروح شده‌است. علاوه بر این، تعدادی از معترضان زخمی شدند و یک پلیس نیز زخمی شد. سپس پلیس موفق شد تظاهرکنندگان را از ساختمان بیرون کند و یک نفر را دستگیر کند.